# Wallace (Nebraska)
Wallace est un village du comté de Lincoln, dans l'État du Nebraska, aux États-Unis. En 2020, il comptait une population de 318 habitants.